# Велике Блоке
Велике Блоке (словен. Velike Bloke) — поселення в общині Блоке, Регіон Нотрансько-крашка, Словенія. Висота над рівнем моря: 729,4 м.